# الن مارلو
الن مارلو (انگلیسی: Ellen Marlow؛ زادهٔ ۲۲ فوریهٔ ۱۹۹۴) یک هنرپیشه اهل ایالات متحده آمریکا است. وی از سال ۲۰۰۵ میلادی تاکنون مشغول فعالیت بوده‌است. 